# 華陽子
華 陽子（はな ようこ、7月9日 - ）は、元宝塚歌劇団花組娘役スターで、現在は昭和プロダクション所属の女優・タレント。

## 来歴
兵庫県芦屋市出身。1983年（昭和58年）宝塚音楽学校へ入学し、1985年に卒業と同時に第71期生として宝塚歌劇団へ入団。入団時の成績は6番。『愛あれば命は永遠に』で初舞台を踏み、後に花組に配属される。身長161cm。宝塚歌劇団時代の愛称はようこ、よーちん。
1986年『グッバイ・ペパーミントナイト!』で宝塚バウホール公演の初ヒロインを務める。1987年『あの日薔薇一輪』にて新人公演の初ヒロインを務める。1988年池田銀行のイメージガールに就任。1989年の宝塚歌劇ニューヨーク公演のメンバーにも選抜された。1993年6月28日『メランコリック・ジゴロ／ラ・ノーバ』の千秋楽をもって、宝塚歌劇団を退団した。
1995年から本格的に女優業に復帰し、復帰後は女優やタレント、リポーターとして活動。同じ宝塚歌劇団71期生の篠原ゆい（沼田由樹）、こじか真衣とトリオ「ハートオブ宝塚」を結成しパーティーやイベントなどで歌を披露している。

## 宝塚歌劇団時代の主な舞台
- 1985年（昭和60年）9月　『テンダー・グリーン／アンドロジェニー』新人公演：ファー（本役：峰丘奈知）
- 1986年1月　『微風のマドリガル／メモアール・ド・パリ』新人公演：テレサ（本役：水原環）
- 1986年3月　『不思議なカーニバル』（バウ）新人公演：ジェルメーヌ（本役：夏目佳奈）＊ヒロイン
- 1986年8月　『グッバイ・ペパーミントナイト!』（バウ・東京特別）マージョリー　＊バウホール公演初ヒロイン
- 1987年2月　『遥かなる旅路の果てに／ショー・アップ・ショー』ニーナ、新人公演：オリガ・イワノーヴナ（本役：ひびき美都）
- 1987年4月　『ドリーム・オブ・ドリームズ』（バウ）
- 1987年8月　『あの日薔薇一輪／ザ・レビュースコープ』新人公演：ハンナ・デイヴィス／ミレーヌ（本役：秋篠美帆）＊新人公演初ヒロイン
- 1987年10月　『あかねに燃ゆる君』（バウ）胡桃
- 1988年2月　『ベルベット・カラー』（バウ）エボニー
- 1988年3月　『キス・ミー・ケイト』新人公演：ロイス・レーン／ビアンカ（本役：梢真奈美）
- 1988年5月　『タイム・アダージオ』（バウ）ハイ・スピリット
- 1988年9月　『宝塚をどり讃歌 88／春ふたたび／フォーエバー!タカラヅカ』きの
- 1989年1月　『会議は踊る／ザ・ゲーム』ルイーゼ、新人公演：クリステル・ヒュープナー（本役：ひびき美都）＊新人公演ヒロイン
- 1989年2月　『硬派・坂本竜馬!』（バウ）お竜 ＊ヒロイン
- 1989年6月　『ロマノフの宝石／ジタン・デ・ジタン』新人公演：ソフィア（本役：ひびき美都）＊新人公演ヒロイン
- 1989年10月　『宝塚をどり讃歌／タカラヅカ・フォーエバー』（ニューヨーク公演）
- 1990年2月　『エル・アミーゴ』（バウ・東京特別）フランチェスカ ＊ヒロイン
- 1990年3月　『ベルサイユのばら -フェルゼン編-』新人公演：ソフィア
- 1990年9月　『秋…冬への前奏曲／ザ・ショーケース』ジュリア、新人公演：クララ
- 1991年1月　『春の風を君に…／ザ・フラッシュ』玉鳳
- 1991年2月　『小さな花がひらいた』（バウ・東京特別）おゆう
- 1991年6月　『ヴェネチアの紋章／ジャンクション24』ラウドミア、新人公演：リヴィア（本役：ひびき美都）＊新人公演ヒロイン
- 1991年8月　『ディーン』（バウ・東京特別）エリザベス・テイラー
- 1992年2月　『白扇花集／スパルタカス』カルビラ
- 1992年4月　『小さな花がひらいた／ジャンクション24』（全国ツアー）おりつ ＊ヒロイン
- 1992年8月　『心の旅路／ファンシー・タッチ』キティ
- 1992年10月　『It's my party』（バウ）
- 1993年2月　『メランコリック・ジゴロ／ラ・ノーバ』ティーナ
- 1993年4月　『ル・グラン・モーヌ -失われし日々-』（バウ）イボンヌ・ド・ガレー ＊ヒロイン

## 宝塚歌劇団退団後の主な出演

### 現在の出演番組
- 『NOW ON STAGE』司会（不定期出演、TAKARAZUKA SKY STAGE）

### 過去の出演番組
- 『おはよう朝日です』土曜日アシスタント（ABCテレビ）
- 『おはようコールABC』（ABCテレビ）
- 『Jパラダイス』（J：COM関西）

### 舞台
- 森進一新春公演『坊ちゃん』 - マドンナ　（2001年）

### コマーシャル
- 泉北ホーム